# لوكا ماريني
لوكا ماريني (بالإيطالية: Luca Marini)‏ مواليد 10 أغسطس 1997 في أوربينو، إيطاليا، هو متسابق دراجات نارية إيطالي. نافس في الجائزة الكبرى للدراجات النارية في فئة موتو 3 وبدأ فيها سنة 2013 كما نافس في فئة الموتو 2.

## النتائج

### سباق الجائزة الكبرى للدراجات النارية

#### حسب الموسم
| الموسم | الفئة  | الدراجة        | السباق | الفوز | المنصة | الإنطلاق | أسرع لفة | النقاط | الترتيب |
| ------ | ------ | -------------- | ------ | ----- | ------ | -------- | -------- | ------ | ------- |
| 2013   | موتو 3 | إف تي آر هوندا | 1      | 0     | 0      | 0        | 0        | 0      | ن.غ.م   |
| 2015   | موتو 2 | كالكس          | 1      | 0     | 0      | 0        | 0        | 0      | ن.غ.م   |
| 2016   | موتو 2 | كالكس          | 5      | 0     | 0      | 0        | 0        | 10*    | 18*     |
| إجمالي |        |                | 7      | 0     | 0      | 0        | 0        | 10     |         |

 * موسم مستمر.

#### السباقات حسب السنة
| السنة | الفئة  | الدراجة        | 1      | 2            | 3               | 4          | 5        | 6        | 7        | 8       | 9       | 10       | 11       | 12              | 13            | 14      | 15       | 16       | 17       | 18     | مركز. | النقاط |
| ----- | ------ | -------------- | ------ | ------------ | --------------- | ---------- | -------- | -------- | -------- | ------- | ------- | -------- | -------- | --------------- | ------------- | ------- | -------- | -------- | -------- | ------ | ----- | ------ |
| 2013  | موتو 3 | إف تي آر هوندا | قطر    | الأمريكتان   | إسبانيا         | فرنسا      | إيطاليا  | كتالونيا | هولندا   | ألمانيا | إنديانا | تشيك     | بريطانيا | سان مارينو ل.ين | أرغون         | ماليزيا | أستراليا | اليابان  | بلنسية   |        | ن.غ.م | 0      |
| 2015  | موتو 2 | كالكس          | قطر    | الأمريكتان   | الأرجنتين       | إسبانيا    | فرنسا    | إيطاليا  | كتالونيا | هولندا  | ألمانيا | إنديانا  | تشيك     | بريطانيا        | سان مارينو 21 | أرغون   | اليابان  | أستراليا | ماليزيا  | بلنسية | ن.غ.م | 0      |
| 2016  | موتو 2 | كالكس          | قطر 10 | الأرجنتين 18 | الأمريكتان ل.ين | إسبانيا 16 | فرنسا 12 | إيطاليا  | كتالونيا | هولندا  | ألمانيا | بريطانيا | النمسا   | تشيك            | سان مارينو    | أرغون   | ماليزيا  | اليابان  | أستراليا | بلنسية | 18*   | 10*    |

 * موسم مستمر.

## روابط خارجية
- لوكا ماريني على موقع MotoGP.com (الإنجليزية)
- لوكا ماريني على موقع CONI honoured athlete website (الإيطالية)
- لوكا ماريني على موقع AS.com (الإسبانية)